# 구릿빛붓꼬리주머니쥐
구릿빛붓꼬리주머니쥐(Trichosurus johnstonii)는 쿠스쿠스과에 속하는 유대류의 일종이다. 오스트레일리아 북동부 퀸즐랜드주 애서톤 테이블랜드 지역에서 발견된다. 우림 생태계에서 서식하며 나무 캐노피에서 생활한다. 제한된 지역에 분포하지만 현지에서는 흔하게 발견된다. 한때는 주머니여우(T. vulpecula)의 아종으로 간주되기도 하였다.

## 특징
몸길이는 평균 400~490mm, 몸무게는 1200~1800g 정도이고 수컷이 암컷보다 크고 무겁다.

## 생태
주머니여우처럼 구릿빛붓꼬리주머니쥐는 야행성 동물이며, 보통 나무 구멍 속에 만든 굴 속에서 산다. 밤에 에너지를 비축하기 위하여 휴식 시간의 절반을 쓰고, 나머지 반은 먹이를 구하는 데 쓴다.